# El Castillo, Oaxaca
El Castillo är en ort i Mexiko.   Den ligger i kommunen San Juan Bautista Valle Nacional och delstaten Oaxaca, i den sydöstra delen av landet, 400 km sydost om huvudstaden Mexico City. El Castillo ligger 74 meter över havet och antalet invånare är 273.
Terrängen runt El Castillo är huvudsakligen kuperad, men åt sydost är den bergig. El Castillo ligger nere i en dal. Runt El Castillo är det ganska glesbefolkat, med 47 invånare per kvadratkilometer. Närmaste större samhälle är San Juan Bautista Valle Nacional, 2,3 km sydväst om El Castillo. I omgivningarna runt El Castillo växer i huvudsak städsegrön lövskog.